# Nicola Benedetti (violoniste)
Pour les articles homonymes, voir Nicola Benedetti et Benedetti.
Nicola Joy Nadia Benedetti CBE (née le 20 juillet 1987) est une violoniste classique écossaise. The Scotsman la décrit en 2019 comme la violoniste la plus connue de Grande-Bretagne.

## Formation
Nicola Benedetti est née à West Kilbride, dans le North Ayrshire, en Écosse, d'un père italien et d'une mère italo-écossaise. Elle a commencé à apprendre le violon à l'âge de quatre ans. À huit ans, elle dirige le National Youth Orchestras of Scotland (NYOS). À l'âge de neuf ans, elle avait déjà passé les huit niveaux d'examens musicaux nationaux, tout en fréquentant une école indépendante et, en septembre 1997, elle a commencé à étudier à l'école Yehudi Menuhin pour jeunes musiciens (dans le Surrey, en Angleterre), avec Menuhin et Natasha Boyarskaya.

## Carrière
En mai 2004, à l'âge de 16 ans, Benedetti a remporté le concours de la BBC « Young Musician of the Year », interprétant le concerto pour violon numéro 1 de Karol Szymanowski en finale, au Usher Hall à Édimbourg, avec le BBC Scottish Symphony Orchestra. À la suite de l'obtention du prix, elle est arrivée première dans la section musique du prix Top Scot en décembre 2005. En dépit de sa victoire au concours, le Times a rapporté que Benedetti avait été snobée par Jack McConnell, alors premier ministre d'Écosse, et qui estimait que l'intérêt public était insuffisant pour mériter un message personnel de félicitations. À la suite d'un tollé public et politique, McConnell a téléphoné à Benedetti pour saluer son succès. En septembre 2012, elle s'est produite à la Last Night of the Proms, jouant le Concerto pour violon no 1 de Max Bruch. La même année, Benedetti se voit prêté le Stradivarius « Gariel » de 1717, un prêt du banquier londonien et membre du conseil du London Symphony Orchestra, Jonathan Molds. Outre ses performances en soliste, Benedetti se produit en trio avec le violoncelliste allemand Leonard Elschenbroich et le pianiste russe Alexei Grynyuk.

## Récompenses et honneurs

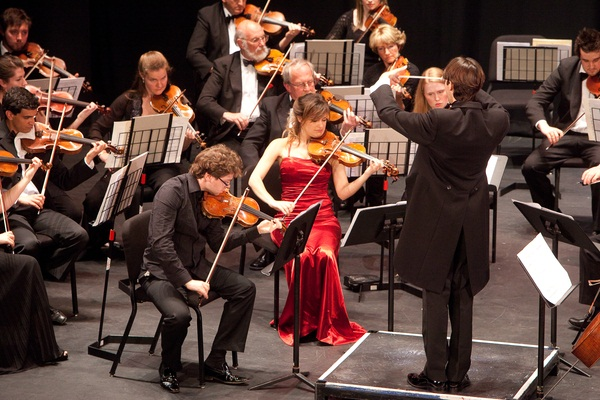
Benedetti (en robe rouge) avec le Jersey Chamber Orchestra (2010)

Nicola Benedetti est docteure honoris causa de l'université calédonienne de Glasgow en novembre 2007, de l'université Heriot-Watt en 2010, de l'université d'Édimbourg en novembre 2011 et de l'université d'York en août 2020.
Elle est nommée membre de l'ordre de l'Empire britannique (MBE) durant les honneurs du Nouvel An 2013 « pour services à la musique et à la charité », et elle est promue commandeur de l'ordre de l'Empire britannique (CBE) dans les honneurs du Nouvel An 2019, « pour services à la musique ». Elle est élue membre d'honneur de la Royal Society of Edinburgh en mars 2017. En 2015, elle figure sur la liste des 100 Women de BBC. En mai 2017, elle reçoit la The Queen's Medal for Music, la plus jeune des douze personnes à recevoir le prix depuis sa création en 2005.
En 2020, elle remporte le Grammy Awards du meilleur soliste classique, pour son enregistrement du Concerto pour violon et de la Suite de danse violon de Marsalis.

## Style et répertoire
Diapason juge en 2018 que Nicola Benedetti s'est « imposée dans le répertoire slave du XXe siècle, où sa familiarité avec le jazz et la musique baroque l'entraîne vers un surcroît de liberté rythmique, avec un rubato qui lorgne sensuellement en direction du swing ».